# Steffen Kubitzki
Steffen Kubitzki (* 19. Februar 1964 in Potsdam) ist ein rechtsextremer deutscher Politiker der AfD. Er ist seit 2019 Abgeordneter im Brandenburgischen Landtag.

## Leben
Nach dem Besuch der Polytechnischen Oberschule von 1970 bis 1980 war er anschließend bis 2000 für das Unternehmen Babcock Borsig in Bitterfeld beschäftigt. Bis 2019 arbeitete Kubitzki als Richtmeister bei einer Vertragsfirma im Kraftwerk Jänschwalde.

## Politik
Im Februar 2014 trat der zuvor parteilose Kubitzki in die AfD ein. 2018 trat er als Kandidat seiner Partei bei der Landratswahl im Landkreis Spree-Neiße an, wo er in der Stichwahl dem Amtsinhaber Harald Altekrüger unterlag.
Seit den Kommunalwahlen in Brandenburg am 26. Mai 2019 ist Kubitzki Mitglied der Gemeindevertretung Turnow-Preilack und des Kreistages Spree-Neiße in Forst (Lausitz). Am 1. September 2019 zog Kubitzki bei der Landtagswahl in Brandenburg 2019 über die Landesliste der AfD Brandenburg in den Landtag Brandenburg ein. Vom 3. September 2019 bis Oktober 2024 war Kubitzki stellvertretender Fraktionsvorsitzender und vom 25. September bis zum 17. Oktober 2024 Mitglied des Präsidiums des Landtages.
Bei der Landtagswahl 2024 kandidierte er im Landtagswahlkreis Spree-Neiße I. Er erhielt sieben Stimmen mehr als Dietmar Woidke (SPD) und damit das Direktmandat. Dort ist er im Ausschuss für Wirtschaft, Arbeit, Energie und Klimaschutz sowie im Ausschuss für Europaangelegenheiten und Entwicklungspolitik stellvertretender Vorsitzender.